# فرانك فاهرينهورست
فرانك فاهرينهورست (بالألمانية: Frank Fahrenhorst)‏ (24 سبتمبر 1977 بكامن في ألمانيا - ) هو لاعب كرة قدم ألماني في مركز الدفاع. شارك مع منتخب ألمانيا تحت 21 سنة لكرة القدم ومنتخب ألمانيا الأولمبي لكرة القدم وفريق 2006 ‏ ومنتخب ألمانيا ب لكرة القدم ‏ ومنتخب ألمانيا لكرة القدم. أما مع النوادي، فقد لعب مع فيردر بريمن ونادي بوخوم ونادي دويسبورغ وهانوفر 96 وشالكه 04 ب وVfL Bochum II ‏.

## روابط خارجية
- فرانك فاهرينهورست على موقع قاعدة بيانات كرة القدم.إي يو (الإنجليزية)
- فرانك فاهرينهورست على موقع بيانات كرة القدم. دي إي (الألمانية)
- فرانك فاهرينهورست على موقع ليكيب (الفرنسية)
- فرانك فاهرينهورست على موقع ناشيونال فوتبول تيمز (الإنجليزية)
- فرانك فاهرينهورست على موقع عالم كرة القدم.نت (الإنجليزية)